# Euceraphis lineata
Euceraphis lineata är en insektsart som beskrevs av Baker, A.C. 1917. Euceraphis lineata ingår i släktet Euceraphis och familjen långrörsbladlöss. Inga underarter finns listade i Catalogue of Life.